# 송승헌
송승헌(宋承憲, 영어: Song Seung Heon, 1976년 10월 5일 ~ )은 대한민국의 배우이다.

## 학력
- 영훈초등학교 (1989년 졸업)
- 서울대학교 사범대학 부설중학교 (1992년 졸업)
- 영훈고등학교 (1995년 졸업)
- 경기대학교 영상다중매체학과

## 생애
1995년 청바지 브랜드 "스톰" 광고 모델로 데뷔하였고, 이듬해 MBC 인기시트콤 《남자 셋 여자 셋》로 연기자로 입문해 얼굴을 알렸다. 짙은 눈썹으로 ‘숯검댕이 눈썹’으로 불리었다.
2000년 드라마 《가을동화》에서 애틋한 감성 멜로 연기로 스타반열에 올랐고, 대한민국을 넘어 아시아 전역에서 폭발적인 인기를 얻으며 대표 한류스타로 자리를 매김했는데 이 드라마의 연출자 윤석호 PD의 전 연출작이기도 한 《사랑의 인사》로 데뷔했던 배우 성현아는 본인(송승헌)의 고등학교(영훈고) 1년 선배다. 15사단으로 입대. 군대 만기 제대 후 2008년 영화 《숙명》을 통해 복귀했다. 그는 TV 드라마 《에덴의 동쪽》에서 한 가정의 가장으로서 아버지를 죽인 원수에게 복수하는 큰아들 ‘동철’을 연기하며 MBC 연기대상 대상을 수상했다. 또한, 영화 《숙명》(2008), 《무적자》(2010)등에서 선굵은 연기로 이미지 변신에 성공했다. 이후 사랑과 영혼의 아시아판 영화인 《고스트: 보이지 않는 사랑》에 마쓰시마 나나코와 함께 출연하기도 했다.
2014년 김대우 감독의 영화 《인간중독》에 출연했으며, 2015년 강효진 감독의 영화 《미쓰 와이프》, 이재한 감독이 연출하고 중국 배우인 유역비와 함께 중국 베스트셀러를 원작으로 한 영화《제3의 사랑》을 개봉했고, 헐리웃 배우 브루스 윌리스와 함께 공동 주연을 맡은 영화 《대폭격》 개봉이 예정되어 있었지만 판빙빙의 탈세문제 논란으로 무산되었다.
2017년 영화 《대장 김창수》의 출연을 확정 지었다. 이 영화는 김구와 대장 김창수의 전기영화로 일제시대에 백범 김구선생님의 독립운동 일대기를 다룬 최초의 영화로 그는 감옥소장 역할을 맡았다.
2021년 ocn 대표 명작 시즌제 드라마 보이스 시리즈《보이스 4》에서 미국 LAPD 데릭 조 형사 역할을 맡으면서 인상깊은 연기를 보여 제일 유명한 대표작 인생작 인생 캐릭터이며, 많은 호평을 받으며 엄청난 인기를 끌었다.
그리고 2025년 보이스 5 에도 나올 예정이다.

## 병역법 위반
2004년 9월 20일 서울지방경찰청 수사3계는 오후 7시 53분 송승헌을 임의 동행했다. 송승헌은 1999년 11월 브로커 우모씨에게 수천만원을 주고 병역면제 판정을 받았다(병역법위반).
그러나 공소시효가 만료되어 형사처벌은 받지 않았으며, 병무청은 송승헌의 병역처분사항을 취소하였다.

## 논란 및 사건사고
2015년 8월 5일, 송승헌이 영화 《제3의 사랑》에서 호흡을 맞춘 중국 배우 유역비가 연인이 됐다고 한국 언론이 보도했다. 이후 2018년 1월 25일, 결별 기사가 났다.
한편, 1997년 말 MBC와 2000만원에 전속계약을 체결하는 동시에 이듬해 10월 시트콤 《남자셋 여자셋》 출연계약을 맺으면서 계약위반 시 전속료 및 출연료 총액과 2배에 해당하는 위약금을 지급하기로 약정을 맺었음에도 SBS 드라마와 영화 등에 출연하기 위해 돌연 《남자셋 여자셋》 출연을 거부해 1998년 12월 전속계약이 해지되어 MBC로부터 1억 7천여만원의 손해소송을 당했고 이 때문에 KBS 1TV 일일드라마 《사람의 집》 캐스팅 제의를 뿌리쳤으며 1999년 9월 2일 서울지법으로부터 "1억 2천 8백여만원을 지급하라"는 판결을 받았다.

## 출연 작품

### 드라마
| 연도        | 방송사                  | 제목                                      | 역할             | 비고                          |
| ----------- | ----------------------- | ----------------------------------------- | ---------------- | ----------------------------- |
| 1996 ~ 1999 | MBC                     | 청춘시트콤 《남자셋 여자셋》              | 송승헌           |                               |
| 1997        | SBS                     | 주말특별기획 《아름다운 그녀》            | 이민혁           |                               |
| 1997        | MBC                     | 주말연속극 《그대 그리고 나》             | 박민규           |                               |
| 1998        | MBC                     | 주말연속극 《그대 그리고 나》             | 박민규           |                               |
| SBS         | 드라마스페셜 《승부사》 | 정민수                                    |                  |                               |
| SBS         | 1999                    | 드라마스페셜 《해피투게더》               | 서지석           |                               |
| SBS         | 1999                    | 《TV영화 러브스토리》                     | 준성             |                               |
| SBS         | 2000                    | 드라마스페셜 《팝콘》                     | 이영훈           |                               |
| KBS2        | 2000                    | 월화드라마 《가을동화》                   | 윤준서           |                               |
| 2001        | SBS                     | 드라마스페셜 《로펌》                     | 정영웅           |                               |
| 2003        | KBS2                    | 월화드라마 《여름향기》                   | 유민우           |                               |
| 2008        | MBC                     | 창사47주년 특별기획드라마 《에덴의 동쪽》 | 이동철           |                               |
| 2009        | MBC                     | 창사47주년 특별기획드라마 《에덴의 동쪽》 | 이동철           |                               |
| 2011        | MBC                     | 수목미니시리즈 《마이 프린세스》          | 박해영           |                               |
| 2012        | MBC                     | 특별기획 주말드라마 《닥터 진》           | 진혁             |                               |
| 2013        | MBC                     | 수목드라마 《남자가 사랑할 때》           | 한태상           |                               |
| 2017        | SBS                     | 드라마스페셜 《사임당, 빛의 일기》        | 이겸             | 사전제작 (2015 ~ 2016년 촬영) |
| 2017        | OCN                     | 토일드라마 《블랙》                       | 블랙 / 한무강    |                               |
| 2018        | OCN                     | 토일드라마 《플레이어》                   | 강하리           |                               |
| 2019        | tvN                     | 월화드라마 《위대한 쇼》                  | 위대한           |                               |
| 2020        | MBC                     | 월화드라마 《저녁 같이 드실래요?》        | 김해경           |                               |
| 2021        | tvN                     | 금토드라마 《보이스 4》                   | 데릭 조 (조승호) |                               |
| 2023        | Netflix                 | 오리지널 드라마 《택배기사》              | 류석             |                               |
| 2024        | tvN                     | 월화드라마 《플레이어 2 : 꾼들의 전쟁》   | 강하리           |                               |
| 2025        | ENA                     | 월화드라마 《금쪽같은 내 스타》           | 독고철           |                               |
| 2025        | tvN                     | 《보이스 5》                              | 데릭 조 (조승호) |                               |

### 영화
- 1999년 영화 《카라》 ... 김선우 역
- 2002년 영화 《일단 뛰어》 ... 성환 역
- 2002년 영화 《버추얼 웨폰》 ... 얀 역
- 2004년 영화 《빙우》 ... 한우성 역
- 2004년 영화 《그 놈은 멋있었다》 ... 지은성 역
- 2008년 영화 《숙명》 ... 김우민 역
- 2010년 영화 《무적자》 ... 이영춘 역
- 2010년 영화 《고스트: 보이지 않는 사랑》 ... 김준호 역
- 2011년 영화 《자각몽》
- 2014년 영화 《인간중독》 ... 김진평 역
- 2015년 영화 《미쓰 와이프》 ... 김성환 역
- 2015년 영화 《제3의 사랑》 ... 임계정 역
- 2017년 영화 《대장 김창수》 ... 강형식 역
- 2018년 영화 《대폭격》 ... 민선 역
- 2024년 영화 《히든 페이스》  ... 성진 역
- 2025년 영화  《스위트홈》

## 그 외 출연

### 방송
| 연도   | 방송사     | 제목                                      | 역할          | 비고                             |
| ------ | ---------- | ----------------------------------------- | ------------- | -------------------------------- |
| 1997년 | MBC        | 쇼 토요특급 - 스타스페셜                  | 게스트 출연   |                                  |
| 1997년 | MBC        | 쇼 토요특급 - 뮤직드라마                  | 게스트 출연   |                                  |
| 1997년 | MBC        | 박상원의 아름다운 TV얼굴 - 스타모놀로그   | 게스트 출연   |                                  |
| 1997년 | MBC        | 아름다운 것이 좋다 - 97 미스코리아와 함께 | 게스트 출연   |                                  |
| 1998년 | SBS        | 신동엽, 이영자의 기분좋은 밤              | 게스트 출연   |                                  |
| 1998년 | MBC        | 일요일 일요일 밤에 - 김국진의 국민투표    | 게스트 출연   |                                  |
| 1998년 | MBC        | 98 MBC 만나면 좋은 친구 - 노래방 가수왕   | 게스트 출연   |                                  |
| 2000년 | KBS2       | 서세원쇼                                  | 게스트 출연   |                                  |
| 2000년 | KBS2       | 토요일 전원출발                           | 게스트 출연   |                                  |
| 2001년 | SBS        | 두남자쇼                                  | 게스트 출연   |                                  |
| 2012년 | 올'리브    | it City 송승헌의 베트남 메모리즈          | 본인          | 여행 리얼리티                    |
| 2014년 | JTBC       | 마녀사냥                                  | 게스트 출연   | 39회, 송승헌, 온주완 편          |
| 2014년 | MBC        | 라디오 스타                               | 게스트 출연   | 374회, 송승헌과 줄줄이 사탕 특집 |
| 2020년 | MBC        | 나 혼자 산다                              | 무지개 라이브 | 343회                            |
| 2020년 | JTBC       | 갬성캠핑                                  | 게스트        | 1회 ~ 2회                        |
| 2022년 | tvN        | 출장십오야                                | 게스트출연    |                                  |
| 2022년 | 쿠팡플레이 | SNL 코리아 리부트 시즌3                   | 호스트출연    |                                  |
| 2024년 | MBC        | 라디오스타                                | 게스트출연    |                                  |
| 2024년 | tvN        | 놀라운 토요일 도레미마켓                  | 게스트출연    |                                  |
| 2024년 | SBS        | 미운 우리 새끼                            | 스페셜MC      |                                  |
| 2024년 | tvN        | 유 퀴즈 온 더 블럭                        | 게스트출연    |                                  |

### 뮤직 비디오
| 연도   | 제목            | 가수   | 비고                        |
| ------ | --------------- | ------ | --------------------------- |
| 2000년 | 〈하루〉        | 김범수 |                             |
| 2004년 | 〈사랑한다면〉  | 윤건   | ‘MBC 드라마 슬픈연가’ OST   |
| 2004년 | 〈내게 오겠니〉 | 윤건   | ‘MBC 드라마 슬픈연가’ OST   |
| 2008년 | 〈하나의 사랑〉 | 추성훈 | ‘컴필레이션 앨범 연가 2008’ |

### 기타 경력
| 연도   | 홍보대사명/경력사항                                        |
| ------ | ---------------------------------------------------------- |
| 2009년 | 스톰S 설립                                                 |
| 2010년 | 반포세무서 홍보대사 위촉                                   |
| 2010년 | 제9회 미쟝센 단편영화제 액션, 스릴러부문 명예심사위원 위촉 |
| 2010년 | 라이브 코믹뮤직쇼 판타스틱 홍보대사 위촉                   |
| 2011년 | 블랙스미스 점주 위촉                                       |
| 2011년 | 한국국제교류재단 문화나눔 대사 위촉                        |
| 2015년 | 2015 국세청 홍보대사                                       |
| 2017년 | 괌정부관광청 - 괌 관광 홍보대사                            |

## 음반
| 연도   | 음반명                                                        |
| ------ | ------------------------------------------------------------- |
| 2004년 | - 송승헌 1집 〈First Album〉 - 슬픈연가 OST 〈10년이 지나도〉 |
| 2012년 | - 닥터진 OST Part 4 〈마지막 사랑〉                           |

## 광고
| 연도        | 기업명             | 제품명                   | 종류             | 공동 출연      |
| ----------- | ------------------ | ------------------------ | ---------------- | -------------- |
| 1995년      | 닉스 인터내셔널    | 스톰 292513=storm        | 의류             |                |
| 1997년      | CJ제일제당         | 아이콘                   | 식품             |                |
| 1998년      | FnC코오롱          | 1492마일즈               | 의류             |                |
| 1998년      | KT                 | 016 PCS                  | 통신사           | 고소영, 신현준 |
| 1998년      | LG전자             | 싱싱냉장고               | 가전제품         | 최지우         |
| 1998~1999년 | 애경산업           | 리앙뜨 샴푸              | 헤어케어         |                |
| 1998~1999년 | 남양유업           | 프렌치카페               | 커피             |                |
| 1999년      | OB 맥주            | OB 카스 맥주             | 주류             |                |
| 1999년      | 롯데푸드           | 넥스트                   | 아이스크림       |                |
| 1999년      | 동광인터내셔널     | Z.P.Z.G                  | 의류             |                |
| 2000년      | 지엔코             | 스포츠 리플레이          | 의류             |                |
| 2000년      | 삼성화재           | 삼성화재                 | 화재보험         |                |
| 2000~2001년 | (주)줄리엣         | 줄리엣                   | 주얼리           | 송혜교         |
| 2000~2002년 | 리얼컴퍼니         | 라디오가든               | 의류             |                |
| 2000~2002년 | 동서식품           | 맥스웰하우스             | 캔커피           |                |
| 2002년      | SK텔레콤           | 모바일카드 모네타        | 통신사           |                |
| 2002년      | SK텔레콤           | 모바일카드 모네타 플러스 | 통신사           |                |
| 2003년      | 파인건설           | 파인빌리지               | 아파트 건설      |                |
| 2003년      | 완도어패럴         | 인투인                   | 의류             |                |
| 2004년      | (주)롯데쇼핑       | 롯데하이마트             | 전자제품 쇼핑몰  | 신하균, 박은혜 |
| 2004년      | (주)인디에프       | 트루젠                   | 정장             |                |
| 2007년      | 리바이스 코리아    | 리바이스 시그니쳐        | 청바지           |                |
| 2007년      | 화승               | 르까프                   | 스포츠웨어       |                |
| 2007년      | 우리은행           | 우리카드                 | 신용카드         | 강수정         |
| 2008년      | CJ E&M             | 엠넷                     | 음악방송         |                |
| 2008년      | 현대자동차         | 투싼                     | 자동차           |                |
| 2008~2009년 | (주)한방           | 한방 화장품              | 화장품           | 일본           |
| 2008~2011년 | (주)파크랜드       | 파크랜드                 | 남성정장         |                |
| 2009년      | 더베이직하우스     | 마인드브릿지             | 의류             |                |
| 2009년      | 한국관광공사       | 한국관광공사 중국편      | 관광홍보         | 중국           |
| 2009~2010년 | LG전자             | 휘센 에어컨              | 생활가전         | 한예슬         |
| 2009~2013년 | 롯데호텔           | 롯데면세점               | 쇼핑몰           | 한국,중국,일본 |
| 2010년      | SMF인터내셔널      | ZIPPO                    | 의류             |                |
| 2010년      | 하이트진로         | 맥스                     | 주류             | 주진모, 김강우 |
| 2010~2012년 | 현대해상           | 현대해상화재보험         | 보험             |                |
| 2011~2012년 | 아워홈             | 손수                     | 식품             | 윤상현, 송중기 |
| 2012년      | (주)카페베네       | 디셈버24                 | 헬스스토어       |                |
| 2012년      | (주)카페베네       | 블랙스미스               | 레스토랑         | 김태희, 박유천 |
| 2012년      | (주)카페베네       | 카페베네                 | 커피전문점       | 한예슬         |
| 2012년      | 마임건강그룹       | 마임기업광고             | 건강식품,화장품  |                |
| 2012~2014년 | (주)콜핑           | 콜핑 아웃도어            | 아웃도어         | 김민정, 임수향 |
| 2016년      | (주)에스디생명공학 | SNP화장품                | 마스크팩, 화장품 |                |
| 2016년      | 한화갤러리아면세점 | 갤러리아면세점           | 쇼핑몰           |                |
| 2016년      | (주)직방           | 직방                     | 부동산 앱        | 이희준         |

## 수상 및 후보
| 년도 | 상                                     | 부문                                 | 작품                | 결과 |
| ---- | -------------------------------------- | ------------------------------------ | ------------------- | ---- |
| 1997 | 한국 사이버방송                        | 연예대상                             | 빈칸                | 수상 |
| 1997 | KMTV                                   | 인기스타상                           | 빈칸                | 수상 |
| 1998 | 제34회 백상예술대상                    | TV부문 남자 신인연기상               | 그대 그리고 나      | 후보 |
| 1998 | 제34회 백상예술대상                    | TV부문 남자 인기상                   | 그대 그리고 나      | 수상 |
| 1998 | SBS 연기대상                           | 남자 인기상                          | 승부사              | 수상 |
| 1999 | 제20회 청룡영화상                      | 신인남우상                           | 카라                | 후보 |
| 1999 | SBS 연기대상                           | 네티즌 인기상                        | 해피투게더          | 수상 |
| 1999 | SBS 연기대상                           | 10대 스타상                          | 해피투게더          | 수상 |
| 2000 | KBS 연기대상                           | 남자 최우수연기상                    | 가을동화            | 후보 |
| 2000 | KBS 연기대상                           | 남자 인기상                          | 가을동화            | 수상 |
| 2000 | KBS 연기대상                           | 남자 포토제닉상                      | 가을동화            | 수상 |
| 2001 | SBS 연기대상                           | 드라마스페셜부문 남자 우수연기상     | 로펌                | 후보 |
| 2001 | SBS 연기대상                           | 10대 스타상                          | 로펌                | 수상 |
| 2008 | MBC 연기대상                           | 대상 (김명민과 공동 수상)            | 에덴의 동쪽         | 수상 |
| 2008 | MBC 연기대상                           | 남자 최우수연기상                    | 에덴의 동쪽         | 후보 |
| 2008 | MBC 연기대상                           | 네티즌 인기상                        | 에덴의 동쪽         | 수상 |
| 2008 | MBC 연기대상                           | 베스트 커플상 (with 이연희)          | 에덴의 동쪽         | 수상 |
| 2009 | 제45회 백상예술대상                    | TV부문 남자 최우수연기상             | 에덴의 동쪽         | 후보 |
| 2009 | 제4회 앙드레김 베스트 스타 어워드      | 스타상                               | 빈칸                | 수상 |
| 2009 | 제17회 대한민국문화연예대상            | 탤런트부문 대상                      | 에덴의 동쪽         | 수상 |
| 2010 | 문화체육관광부                         | 장관 표창                            | 빈칸                | 수상 |
| 2010 | 제44회 납세자의 날                     | 성실납세자 표창                      | 빈칸                | 수상 |
| 2011 | 제6회 서울 드라마 어워즈               | 한류 드라마부문 남자연기상           | 마이 프린세스       | 후보 |
| 2011 | MBC 드라마대상                         | 미니시리즈부문 남자 최우수연기상     | 마이 프린세스       | 후보 |
| 2012 | 제9회 중국 코스모 뷰티어워드           | 아시아 최고매력 아티스트상           | 빈칸                | 수상 |
| 2012 | MBC 연기대상                           | 미니시리즈부문 남자 최우수연기상     | 닥터 진             | 후보 |
| 2013 | MBC 연기대상                           | 미니시리즈부문 남자 최우수연기상     | 남자가 사랑할 때    | 후보 |
| 2014 | 제35회 청룡영화상                      | 청정원 인기스타상                    | 인간중독            | 수상 |
| 2015 | 제49회 납세자의 날                     | 대통령 표창                          | 빈칸                | 수상 |
| 2016 | 제8회 스타일 아이콘 아시아             | 본상                                 | 빈칸                | 수상 |
| 2017 | SBS 연기대상                           | 수목드라마부문 남자 최우수연기상     | 사임당, 빛의 일기   | 후보 |
| 2018 | 제23회 소비자의 날 KCA 문화연예 시상식 | 2018 관객이 뽑은 올해의 배우         | 플레이어            | 수상 |
| 2020 | MBC 연기대상                           | 월화 미니·단막부문 남자 최우수연기상 | 저녁 같이 드실래요? | 후보 |

## 가족 관계
- 아버지 : 송세주
- 형 : 송경복